# Holden (Marskrater)
Der Krater Holden liegt im Gradfeld Margaritifer Sinus in der Region Noachis Terra auf dem Mars. Er misst etwa 153 km im Durchmesser und wurde nach Edward Holden benannt.